# 神田純一

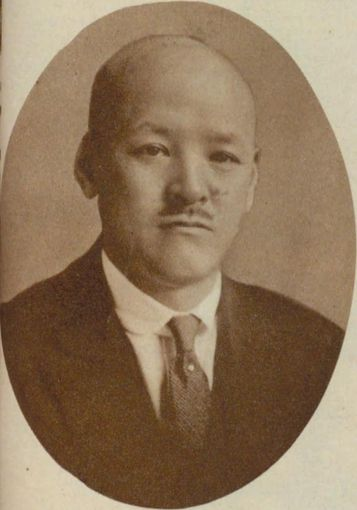
神田純一

神田 純一（かんだ じゅんいち、1885年〈明治18年〉5月 - 1969年〈昭和44年〉2月27日）は、日本の朝鮮総督府・内務官僚、実業家。官選鳥取県知事。

## 経歴
山口県出身。神田柳助の長男として生まれる。第六高等学校を卒業。1911年、東京帝国大学法科大学政治学科を卒業。1912年11月、文官高等試験行政科試験に合格。朝鮮総督府に入府し内務部試補となる。
以後、朝鮮総督府事務官、同書記官、長崎県理事官、陸軍省航空局書記官、関東庁内務局長、大連民政署長などを歴任。
1930年8月26日、鳥取県知事に就任。県財政の健全化のため緊縮政策を推進した。1931年12月18日、知事を休職。1932年1月29日、依願免本官となり退官した。
その後、名古屋市助役、東邦化学工業 (株) 取締役を務めた。戦後に公職追放となる。その他、愛知時計電機常務、愛知機械工業会長などを歴任。